# ملوانان، مراقب باشید!
ملوانان، مراقب باشید! (انگلیسی: Sailors, Beware!) فیلمی زوج هنری در سبک کمدی به کارگردانی هال روچ است که در سال ۱۹۲۷ منتشر شد.

## بازیگران
- استن لورل
- اولیور هاردی
- آنیتا گاروین
- لوپه بلز
- دورتی کابرن
- هَری اِرلز
- تاینی سندفورد
- وایولا ریچارد
- فرانک براونلی
- می والاس
- ویل استنتون